# 소율도 (창원시)
소율도(小栗島)는 경상남도 창원시 진해구 안곡동 산90에 위치한 무인도로, 진해항에서 남쪽으로 약 2.6km 떨어진 해상에 위치한다. 면적이 2,479m2인 국유지이다.